# Asturiana de los Valles
L'asturiana de los valles est une race bovine originaire des Asturies en Espagne. Elle porte le nom international d'asturian valley soit asturienne des vallées en français. Elle peut aussi être nommée carreñana ou vaca roxa.

## Origine
Elle appartient au groupe de races du rameau cantabrique, issu des régions montagneuses du nord-ouest de l'Espagne. Dès le XIXe siècle, elle est présente en Castille-et-León, mais durant le XXe siècle, ses effectifs diminuent face à l'importation de races allochtones. Durant les années 1970, elle voit réorienter sa production triple (travail, viande, lait) vers la production purement bouchère et le herd-book, registre généalogique bovin, est ouvert en 1971. La décennie suivante voit les effectifs atteindre le seuil critique de 22 000 individus. L'association ASEAVA, est créée.  À son initiative, un programme de sélection est initié. L'augmentation de la productivité qui en résulte couplé à ses qualités intrinsèques font passer les effectifs de 35 000 en 1986, à 10 000 animaux en 2012.
L'association communique avec fierté sur le fait que ses efforts ont permis à la race asturienne de s'étendre dans d'autres régions et de résister à l'arrivée de races étrangères dans sa région d'origine.

## Morphologie
L'asturiana de los valles est une race musculeuse et de grande taille. La vache mesure 140 cm pour 600 kg et le taureau mesure 146 cm pour 1 000 kg. 
Elle porte une robe brun-fauve dont les nuances varient du blond au châtain sombre. L'intérieur des pattes et le ventre sont plus clairs. Les mâles portent des zones plus sombres, en particulier sur le cou et l'arrière-train.
La tête de taille moyenne à une forme triangulaire et présente un profil rectiligne à légèrement concave. Le mufle est large et de couleur noire, entouré d'une zone blanche. Les yeux sont cerclés de noir, comme maquillés et entourés d'un rond de poils plus clairs. Les cornes sont claires à pointes sombres et se développent vers l'avant puis vers le haut.
Le cou est court et fort, aligné sur la ligne dorsale. Le fanon est peu développé. Le dos est presque plat, légèrement creux. Les cuisses sont musclées et rondes et les membres sont solides et assez courts. Les sabots sont noirs. La zone anale est noire, comme le fouet de la queue.
L'asturiana possède le caractère culard dans son patrimoine génétique. Cette particularité donne un développement exceptionnel de l'arrière train, bien arrondi et musclé.

## Qualités

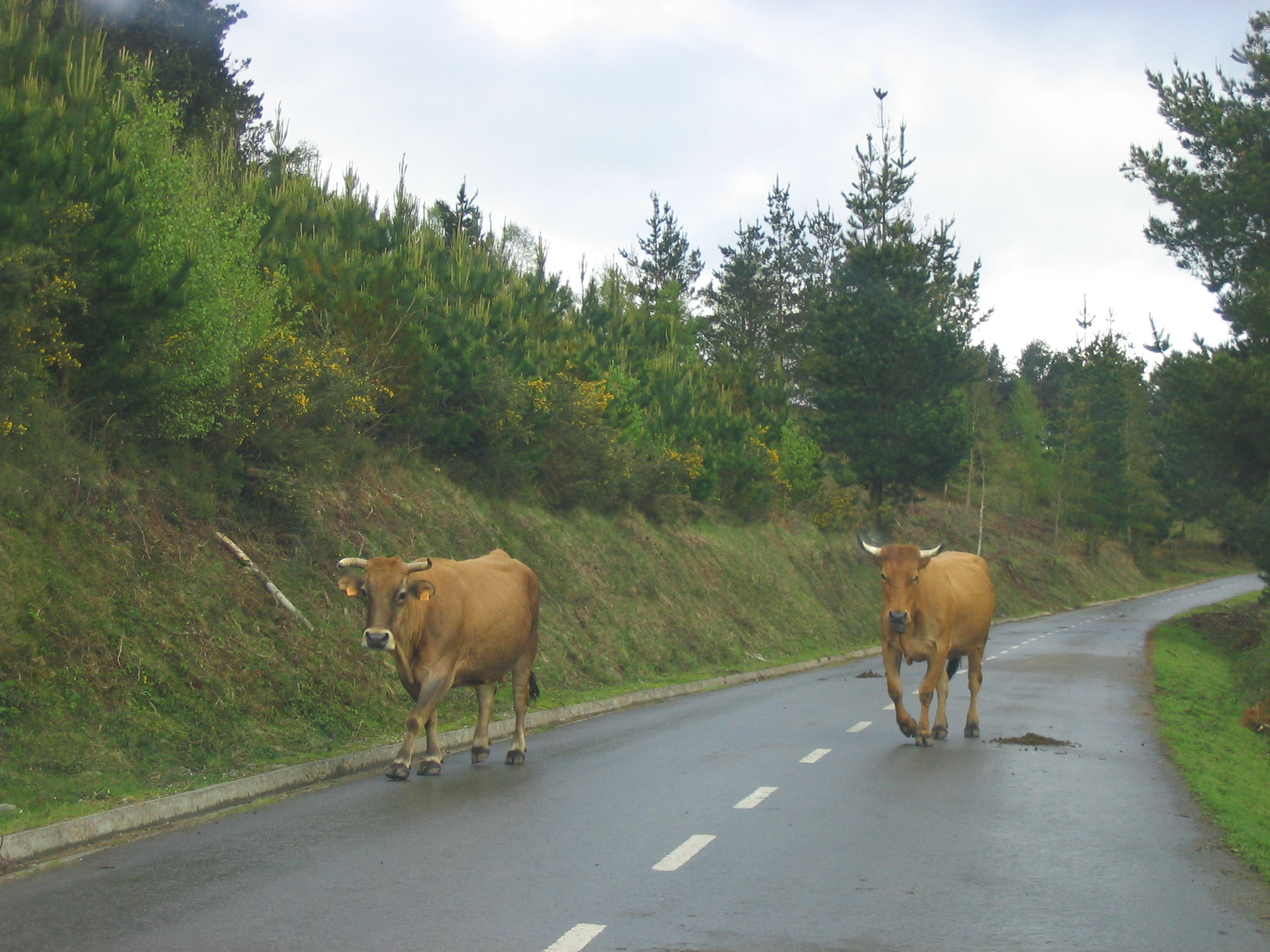
Divagation d'asturianas de los valles

### Élevage
L'asturiana est une race rustique. Son passé de vache traite en fait une bonne laitière nourrice à veaux et son passé d'animal de trait musclé en fait une bonne race bouchère. Ces qualités en font une excellente race allaitante. C'est une race docile qui permet l'élevage extensif en liberté l'été, elles regagnent facilement leur étable l'hiver. Elles supportent bien les aléas climatiques et leurs pattes supportent la marche en montagne sur de longues distances.
La vache vêle facilement, mais cette qualité s'atténue avec la sélection du caractère culard qui nécessite plus souvent une aide, voire une césarienne. Le taux de naissance difficile diminue toutefois au fil des mises-bas. Les premiers vêlages ont lieu à l'âge de trente mois. Les veaux à la naissance pèsent de 38 à 40 kg et grossissent d'environ 900 grammes par jour ; la vitesse de croissance est liée au sexe, les mâles grossissant un peu plus vite et à l'âge des mères, les plus vieilles donnant plus de lait. Le poids moyen au sevrage est de 222 kg.
Les taureaux asturians sont utilisés en croisement industriel sur des races laitières ou des races autochtones à moins bon rendement en viande. Ils confèrent à leur descendance une croissance rapide et une meilleure conformation de croissance. Ces veaux sont tous destinés à la production de viande. Ce système d'exploitation est souvent mené avec l'usage de l'insémination artificielle et choix de la semence sur un  catalogue de taureaux.

### Viande
C'est une race bouchère recherchée par la filière viande espagnole. Elle donne des animaux lourds avec un pourcentage d'os et de gras plus faible que d'autres races, donc une meilleure valorisation des carcasses. Le rendement atteint 63 % de viande  dont 77 % de muscle et 8 % de graisse. Le gras est très majoritairement intramusculaire, donnant sa saveur à la viande. Les animaux culards ont un rendement encore augmenté et un taux de gras plus faible. De plus, ce caractère donne un meilleur pourcentage de viandes à griller, les morceaux vendus les plus chers,.
La viande peut être vendue sous le label indication géographique protégée sous le nom « Ternera asturiana ». Elle concerne la viande de veaux de six mois et celles de broutards de dix-huit mois. Les conditions d'élevage à l'herbe permettent d'obtenir une viande savoureuse, et juteuse. Le gras intramusculaire participe à cette réputation. 

## Mode de production
L'élevage est basé sur la grande surface de pâturages disponible dans sa région d'origine au climat océanique très favorable à la pousse du fourrage. Les animaux mangent l'herbe sur place durant trois saisons, et durant l'hiver, ils se nourrissent du foin engrangé par les éleveurs. Il existe trois types d'exploitation. 
Le système vallée-port est extensif et traditionnel. Il est utilisé par de petits éleveurs qui utilisent des herbages communs. Les vêlages ont lieu à la fin de l'hiver ou au printemps. Lanimaux sont laissés au pâturage en plein air au printemps et en automne dans les vallées et l'été en altitude, les veaux étant laissés avec leur mère. À la redescente de l'estive, des foires permettent de sevrer les jeunes et de vendre les animaux surnuméraires.
Le système en semi stabulation est utilisé sans transhumance. Après l'hiver en stabulation, les animaux sortent et rentrent tous les soirs pour être complémentées avec des céréales. L'été, seules les vaches allaitantes sont rentrées, les génisses et jeunes taureaux restant en plein air. Les veaux destinés à la boucherie restent toujours à l'abri, nourris du lait de leur mère, de foin et de céréales. Cet élevage intensif est souvent couplé avec l'insémination artificielle permettant d'étaler la production tout au long de l'année.  
Le système en plein air est une conséquence de l'extension de l'aire géographique à climat hivernal plus doux. Des asturianas sont élevées en troupeaux de grande taille avec une intervention humaine réduite. Les vaches élèvent seules leur veau au pâturage. Ils grossissent vite au lait et à l'herbe et reçoivent une finition en parc d'engraissement durant quelques semaines avant abattage. 

## Sources